# Ørjan Berg
Ørjan Berg (ur. 20 sierpnia 1968 w Bodø) – norweski piłkarz grający na pozycji środkowego pomocnika. W reprezentacji Norwegii rozegrał 19 meczów i strzelił 1 gola. Jest starszym bratem Runara Berga, pięciokrotnego reprezentanta kraju. Ojciec Ørjana, Harald, także był piłkarzem i 43 razy wystąpił w kadrze narodowej.

## Kariera klubowa
Karierę piłkarską Berg rozpoczął w klubie FK Bodø/Glimt. W 1987 roku awansował do kadry pierwszej drużyny i w tamtym roku zadebiutował w jej barwach w norweskiej pierwszej lidze. W 1988 roku odszedł do Rosenborga Trondheim. W tamtym roku wywalczył z Rosenborgiem mistrzostwo Norwegii, a także zdobył Puchar Norwegii. W 1990 roku sięgnął po swój drugi tytuł mistrza kraju.
W 1991 roku Berg wyjechał zagranicę i został piłkarzem szwajcarskiego klubu FC Wettingen. Pół roku później został piłkarzem niemieckiego drugoligowca, TSV 1860 Monachium. Z kolei w 1993 roku grał w innym szwajcarskim klubie FC Basel.
W 1994 roku Berg wrócił do Norwegii i ponownie został piłkarzem FK Bodø/Glimt. Grał w nim przez kolejne sześć sezonów, a jedynym sukcesem jakim osiągnął z Bodø/Glimt było zdobycie Pucharu Norwegii w 1999 roku. W 2000 roku zawodnik przeszedł do Rosenborga Trondheim. W Rosenborgu grał do końca swojej kariery, czyli do końca 2006 roku. Z Rosenborgiem sześciokrotnie wywalczył mistrzostwo kraju (2000, 2001, 2002, 2003, 2004, 2006) i jeden raz zdobył krajowy puchar w 2003 roku. W 2001 roku otrzymał Nagrodę Kniksena dla Piłkarza Roku w Norwegii.
| Sezon   | Klub               | Kraj       | Rozgrywki      | Mecze | Bramki |
| ------- | ------------------ | ---------- | -------------- | ----- | ------ |
| 1987    | FK Bodø/Glimt      | Norwegia   | Tippeligaen    | 6     | 0      |
| 1988    | Rosenborg BK       | Norwegia   | Tippeligaen    | 22    | 6      |
| 1989    | Rosenborg BK       | Norwegia   | Tippeligaen    | 21    | 1      |
| 1990    | Rosenborg BK       | Norwegia   | Tippeligaen    | 22    | 4      |
| 1990/91 | FC Wettingen       | Szwajcaria | Nationalliga A | ?     | ?      |
| 1991/92 | TSV 1860 Monachium | Niemcy     | 2. Bundesliga  | 8     | 0      |
| 1992/93 | TSV 1860 Monachium | Niemcy     | 2. Bundesliga  | 0     | 0      |
| 1993/94 | FC Basel           | Szwajcaria | Nationalliga A | ?     | ?      |
| 1994    | FK Bodø/Glimt      | Norwegia   | Tippeligaen    | 10    | 3      |
| 1995    | FK Bodø/Glimt      | Norwegia   | Tippeligaen    | 15    | 2      |
| 1996    | FK Bodø/Glimt      | Norwegia   | Tippeligaen    | 23    | 2      |
| 1997    | FK Bodø/Glimt      | Norwegia   | Tippeligaen    | 25    | 3      |
| 1998    | FK Bodø/Glimt      | Norwegia   | Tippeligaen    | 7     | 0      |
| 1999    | FK Bodø/Glimt      | Norwegia   | Tippeligaen    | 17    | 0      |
| 1999    | Rosenborg BK       | Norwegia   | Tippeligaen    | 5     | 0      |
| 2000    | Rosenborg BK       | Norwegia   | Tippeligaen    | 21    | 1      |
| 2001    | Rosenborg BK       | Norwegia   | Tippeligaen    | 13    | 3      |
| 2002    | Rosenborg BK       | Norwegia   | Tippeligaen    | 24    | 2      |
| 2003    | Rosenborg BK       | Norwegia   | Tippeligaen    | 25    | 2      |
| 2004    | Rosenborg BK       | Norwegia   | Tippeligaen    | 16    | 2      |
| 2005    | Rosenborg BK       | Norwegia   | Tippeligaen    | 12    | 0      |
| 2006    | Rosenborg BK       | Norwegia   | Tippeligaen    | 7     | 0      |

## Kariera reprezentacyjna
W reprezentacji Norwegii Berg zadebiutował 1 czerwca 1988 roku w zremisowanym 0:0 towarzyskim spotkaniu z Irlandią Północną. Od 1988 do 2000 roku rozegrał w kadrze narodowej 19 meczów i strzelił 1 gola (4 lutego 1990 w wygranym 3:2 sparingu z Koreą Południową).
| Mecze i gole w reprezentacji | Mecze i gole w reprezentacji | Mecze i gole w reprezentacji | Mecze i gole w reprezentacji | Mecze i gole w reprezentacji | Mecze i gole w reprezentacji | Mecze i gole w reprezentacji |
| #                            | Data                         | Stadion                      | Rywal                        | Wynik                        | Gol                          | Rozgrywki                    |
| 1988                         | 1988                         | 1988                         | 1988                         | 1988                         | 1988                         | 1988                         |
| ---------------------------- | ---------------------------- | ---------------------------- | ---------------------------- | ---------------------------- | ---------------------------- | ---------------------------- |
| 1.                           | 01.06.1988                   | Oslo, Norwegia               | Irlandia Północna            | 0:0                          | 0                            | towarzyski                   |
| 2.                           | 14.09.1988                   | Oslo, Norwegia               | Szkocja                      | 1:2                          | 0                            | el. MŚ 1990                  |
| 3.                           | 28.09.1988                   | Paryż, Francja               | Francja                      | 0:1                          | 0                            | el. MŚ 1990                  |
| 1989                         |                              |                              |                              |                              |                              |                              |
| 4.                           | 22.02.1989                   | Ateny, Grecja                | Grecja                       | 2:4                          | 0                            | towarzyski                   |
| 5.                           | 02.05.1989                   | Oslo, Norwegia               | Polska                       | 0:3                          | 0                            | towarzyski                   |
| 6.                           | 21.05.1989                   | Oslo, Norwegia               | Cypr                         | 3:1                          | 0                            | el. MŚ 1990                  |
| 7.                           | 31.05.1989                   | Oslo, Norwegia               | Austria                      | 4:1                          | 0                            | towarzyski                   |
| 8.                           | 14.06.1989                   | Oslo, Norwegia               | Jugosławia                   | 1:2                          | 0                            | el. MŚ 1990                  |
| 9.                           | 23.08.1989                   | Oslo, Norwegia               | Grecja                       | 0:0                          | 0                            | towarzyski                   |
| 10.                          | 05.09.1989                   | Oslo, Norwegia               | Francja                      | 1:1                          | 0                            | el. MŚ 1990                  |
| 1990                         |                              |                              |                              |                              |                              |                              |
| 11.                          | 04.02.1990                   | Valletta, Malta              | Korea Południowa             | 3:2                          | 1                            | towarzyski                   |
| 12.                          | 07.02.1990                   | Valletta, Malta              | Malta                        | 1:1                          | 0                            | towarzyski                   |
| 13.                          | 22.08.1990                   | Stavanger, Norwegia          | Szwecja                      | 1:2                          | 0                            | towarzyski                   |
| 14.                          | 02.09.1990                   | Moskwa, Związek Radziecki    | ZSRR                         | 0:2                          | 0                            | el. ME 1992                  |
| 1991                         |                              |                              |                              |                              |                              |                              |
| 15.                          | 25.09.1991                   | Oslo, Norwegia               | Czechosłowacja               | 2:3                          | 0                            | el. ME 1992                  |
| 16.                          | 13.11.1991                   | Genua, Włochy                | Włochy                       | 1:1                          | 0                            | el. ME 1992                  |
| 1994                         |                              |                              |                              |                              |                              |                              |
| 17.                          | 22.05.1994                   | Londyn, Anglia               | Anglia                       | 0:0                          | 0                            | towarzyski                   |
| 2000                         |                              |                              |                              |                              |                              |                              |
| 18.                          | 31.01.2000                   | La Manga, Hiszpania          | Islandia                     | 0:0                          | 0                            | towarzyski                   |
| 19.                          | 04.02.2000                   | La Manga, Hiszpania          | Szwecja                      | 1:1                          | 0                            | towarzyski                   |